# Ophioscincus ophioscincus
Ophioscincus ophioscincus är en ödleart som beskrevs av  George Albert Boulenger 1887. Ophioscincus ophioscincus ingår i släktet Ophioscincus och familjen skinkar. Inga underarter finns listade i Catalogue of Life.